# ایو اوکده
ایو اوکده (فرانسوی: Yves Hocdé‎؛ زادهٔ ۲۹ آوریل ۱۹۷۳) قایقران روئینگ اهل فرانسه است.
وی در مسابقات کشوری و بین‌المللی در مجموع برندهٔ ۲ مدال طلا شده‌است.